# Eventyrernes Klub
Eventyrernes Klub (egentlig: The Adventurers' Club of Denmark) er en privat klub for eventyrere og globetrottere.

## Historie
Klubben blev stiftet 13. december 1938 af polarforskeren Peter Freuchen og talte ved stiftelsen otte mænd og to kvinder: Dr. Aage Krarup Nielsen, ingeniør Ib M. Nyeboe, fru Magdalene Freuchen, kaptajn A.P. Botved, Antoine Moller, direktør Chr. Ditlev Reventlow, Estrid Bannister (senere Estrid Good), Janus Sørensen og fremmedlegionæren Carl Mogensen.

Klubben holder til i et pakhus i Nyhavn i København, og eventyrer mødes hver tirsdag. På møderne vises foredrag og film fra medlemmernes eller inviterede gæsters rejser. Omkring det runde mødebord, hvori medlemmernes navne er skåret, fortælles historier og der deles oplevelser for at styrke kammeratskabets bånd. Foreningen skiftede i sin tid holdning og optager derfor ikke længere kvindelige eventyrere.[kilde mangler]
Klubbens formand er Henrik Juul-Nielsen (2023).

## Ekstern henvisning
- Officiel hjemmeside